# マーニー・ケネディー
マーニー・ケネディー（英: Marny Kennedy、1994年1月21日 - ）は、オーストラリアの女優。メルボルン生まれ。
初の主役はオーストラリアの子供向けテレビ番組「気分はぐるぐる」のテイラー・フライ役。この番組は2006年にNine Networkで放映が始まった。
2007年の中ごろ、新番組「The Saddle Club」の撮影が始まり、マーニーはこの番組でヴェロニカ・ディアンジェロ（Veronica diAngelo）の役を演じている。

## 受賞
- 2006年、L'Oreal Paris AFI Awardsで新人俳優賞（young actor award）受賞